# Speak of the Devil (альбом Криса Айзека)
Speak of the Devil — седьмой студийный альбом американского музыканта Криса Айзека, выпущенный 22 сентября 1998 года.

## Об альбоме
Альбом выдержан в стиле рокабилли/рок-н-ролл с элементами сёрф-рока и кантри. 
В 1998 году с диска вышло два сингла — «Please» и «Flying». На «Please» было снято музыкальное видео, в котором показано много романтических сцен. 
Speak of the Devi спродюсирован Эриком Якобсеном, Крисом Айзеком и Робом Кавало.
Рецензент из Allmusic подчеркнул, что альбом повторяет те же самые музыкальные структуры предыдущих работ музыканта, но выполнен он в более современном стиле. Открывающий трек диска, «Please», чередует мягкое и жесткое звучание, с использованием электрических и акустических  инструментов. В «I'm Not Sleepy» Айзек цитирует строку из песни Джона Леннона «Oh Yoko» с альбома Imagine («посреди ночи я восклицаю твое имя»).

## Список композиций
Все песни написал Крис Айзек, за исключением отмеченного.
1. «Please» — 3:34
2. «Flying» — 3:08
3. «Walk Slow» — 3:01
4. «Breaking Apart» (Крис Айзек, Дайан Уоррен) — 3:45
5. «This Time» — 3:12
6. «Speak of the Devil» — 3:30
7. «Like the Way She Moves» — 2:49
8. «Wanderin’» — 2:42
9. «Don’t Get So Down on Yourself» — 3:11
10. «Black Flowers» — 2:43
11. «I’m Not Sleepy» — 2:36
12. «7 Lonely Nights» — 2:09
13. «Talkin’ ‘bout a Home» — 4:44
14. «Super Magic 2000» — 3:45

## Чарты и сертификации
| Год            | Чарт | Наивысшая позиция |
| -------------- | ---- | ----------------- |
| 1998           |      |                   |
| Австралия      | 11   |                   |
| Германия       | 99   |                   |
| Новая Зеландия | 19   |                   |
| Норвегия       | 37   |                   |
| США            | 41   |                   |
| Швеция         | 39   |                   |
| Франция        | 34   |                   |

| Страна           | Сертификация |
| ---------------- | ------------ |
| Австралия (ARIA) | Золотой      |

## В записи участвовали
- Крис Айзек — гитара, вокал, продюсер
- Стив Халл — сведение
- Линда Кобб — художественное руководство
- Роб Кавало, Эрик Якобсен — продюсеры
- Хершель Ятовиц — гитара, вокал
- Роланд Сэлли — бас, вокал
- Мелани Ниссен — фотография
- Крис Лорд-Элдж — микширование
- Кенни Дэйл Джонсон — ударные, вокал